# Nages
Nages är en kommun i departementet Tarn i regionen Occitanien i södra Frankrike. Kommunen ligger i kantonen Murat-sur-Vèbre som tillhör arrondissementet Castres. År 2022 hade Nages 345 invånare.

## Befolkningsutveckling
Antalet invånare i kommunen Nages
| Referens: INSEE |